# 메치구

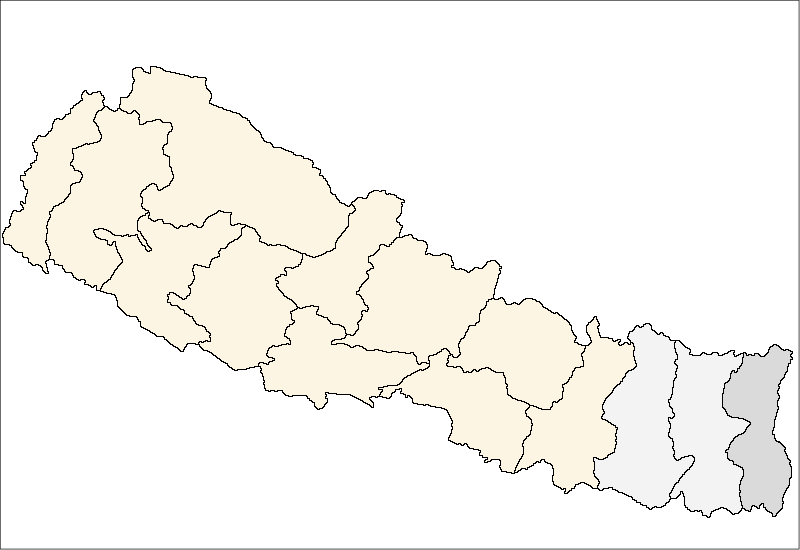
메치 구의 위치

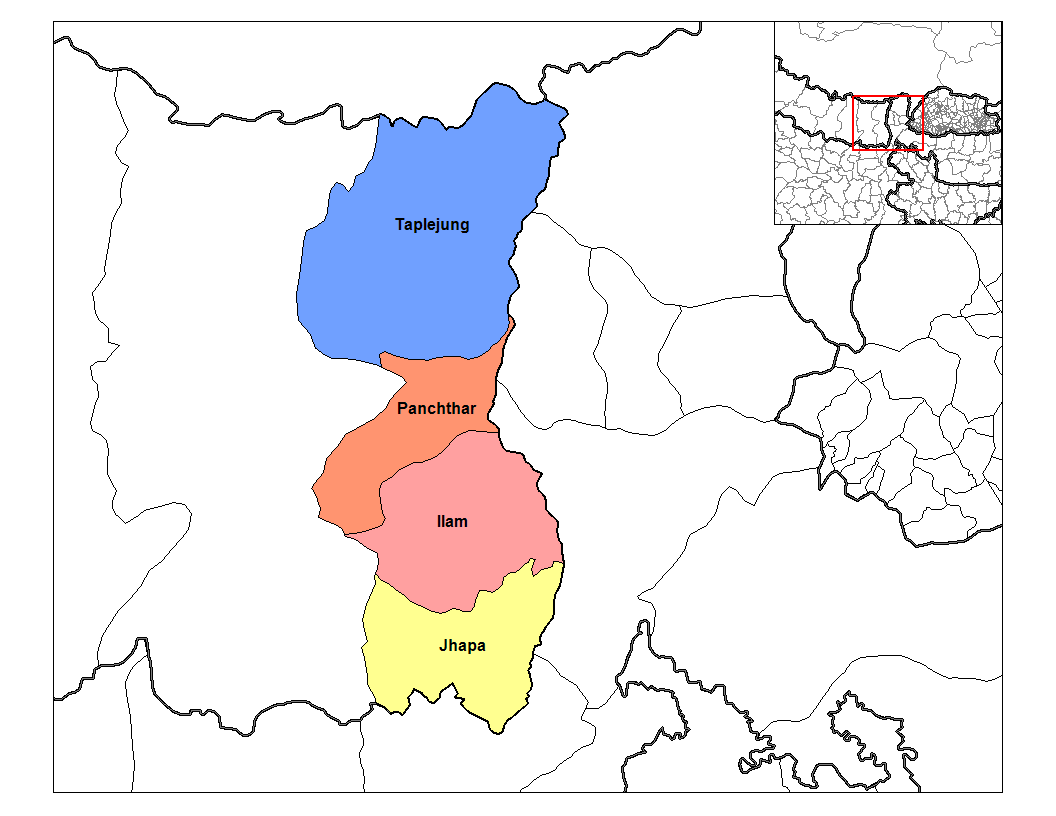
메치 구의 현

메치구(네팔어: मेची)는 네팔을 구성하는 14개 구 가운데 하나로 행정 중심지는 일람이며 면적은 8,196km2, 인구는 1,307,669명(2001년 기준), 인구 밀도는 159.5명/km2이다. 행정 구역상으로는 동부 개발 지구에 속한다. 남쪽으로는 인도 비하르 주, 동쪽으로는 인도 시킴 주, 북쪽으로는 중화인민공화국 티베트 자치구와 접한다.

## 행정 구역
4개 현을 관할한다.
- 일람 현
- 자파 현
- 판치타르 현
- 타플레중 현

## 같이 보기
- 네팔의 구